# شارع الملك طلال

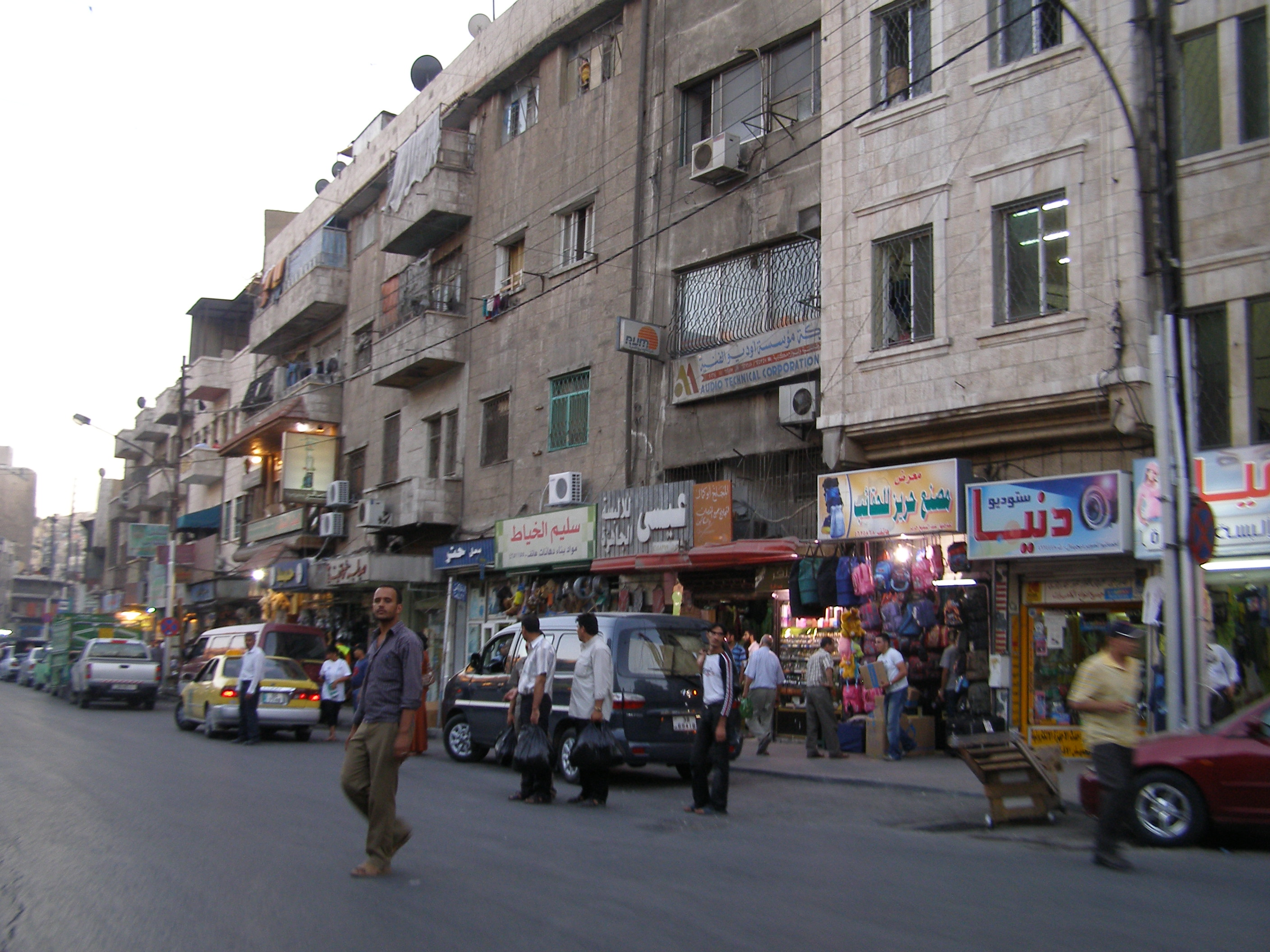
شارع الملك طلال

شارع الملك طلال هو الاسم الرسمي لأحد أقدم شوارع مدينة عمان، وقد يطلق العامة عليه اختصارا (شارع طلال). عرف قديمأً بدكاكين الأقمشة والبقالة ومحلات الحرفيين من صاغة الفضة الشراكسة وأصحاب المحادد.
وكان يقع في المداخل المؤدية إلى هذا الشارع سوق الحلال والمصبغة وسينما النصر (1928 م) والمنشية الصغيرة بجوراها وسينما البترا (1934 م) وبجانبها المنشية الكبيرة والمطاحن.
واليوم بعد تجديد هذا الشارع في مطالع الخمسينات من القرن العشرين وامتداد المباني إلى جسر المهاجرين، يعتبر شارع الملك طلال من أطول شوارع عمّان وأكثرها إزدحاماً بالمشاة والسيارات. وهو في حركة دائبة طوال النهار.

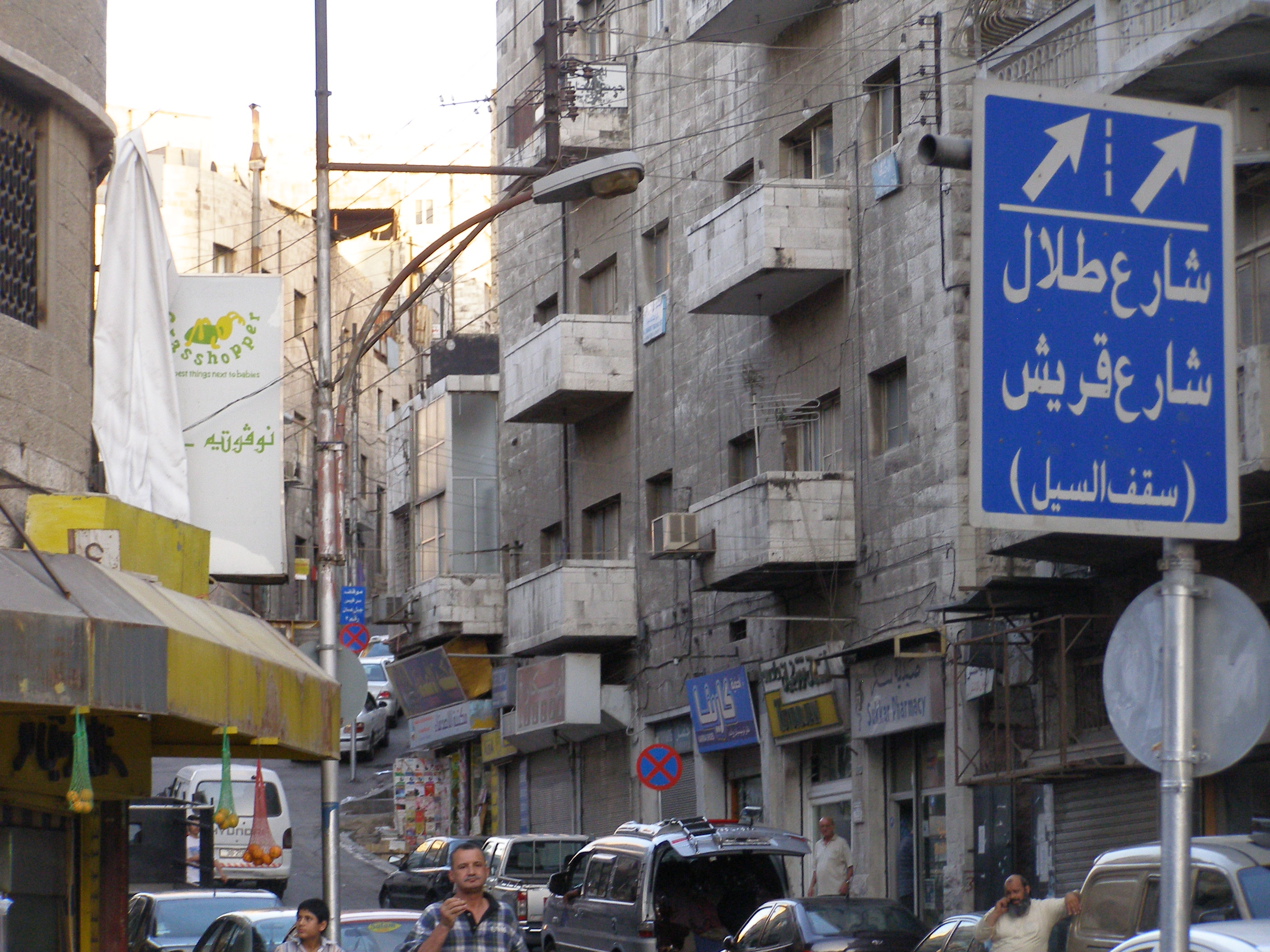
لافتات تقود للشارع
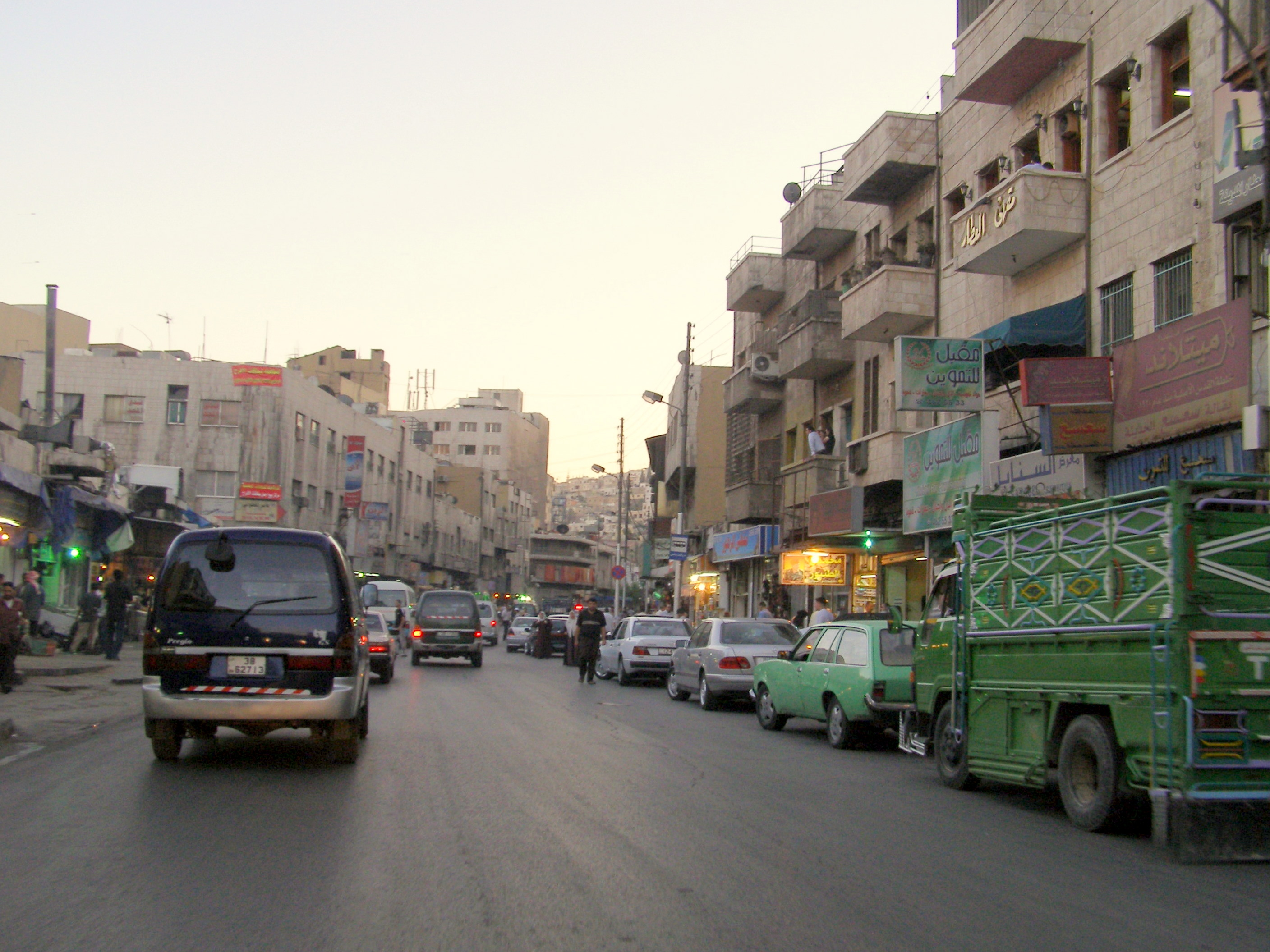
شارع الملك طلال